# 利斯河畔卡洛讷
利斯河畔卡洛讷（法語：Calonne-sur-la-Lys，法語發音：[kalɔn syʁ la lis]）是法国上法兰西大区加来海峡省的一个市镇，位于该省东北部，属于贝蒂讷区。

## 地理
利斯河畔卡洛讷（50°37'22"N, 2°37'0"E）面积11 平方千米，位于法国上法蘭西大區加来海峡省，该省份为法国北部沿海省份，西北濒北海，南至索姆省，东临北部省。
与利斯河畔卡洛讷接壤的市镇（或旧市镇、城区）包括：梅维尔、莱特雷姆、蒙贝尔南雄、罗贝克、圣弗洛里斯、安日。

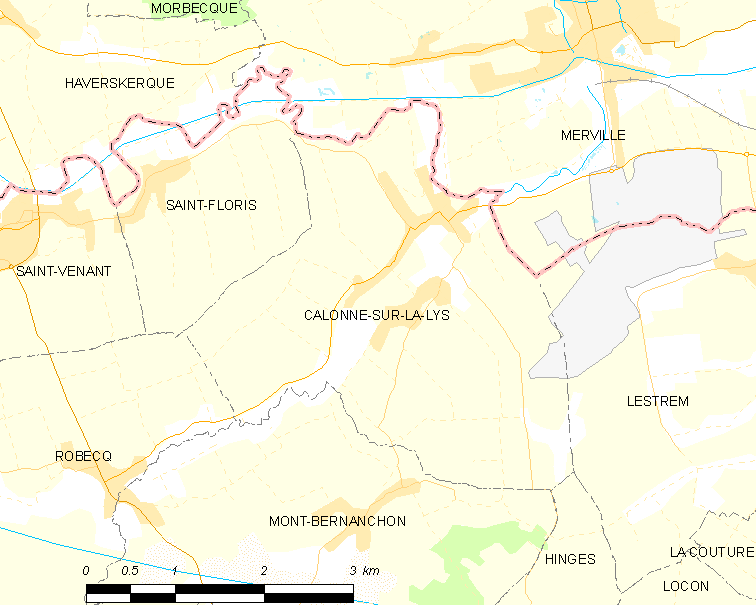
利斯河畔卡洛讷的OSM定位图

利斯河畔卡洛讷的时区为UTC+01:00、UTC+02:00（夏令时）。

## 行政
利斯河畔卡洛讷的邮政编码为62350，INSEE市镇编码为62195。

## 政治
利斯河畔卡洛讷所属的省级选区为利莱尔县。

## 人口

1962-2008年间利斯河畔卡洛讷人口变化图示

利斯河畔卡洛讷于2022年1月1日时的人口数量为1578人。